# Riocreuxia
Riocreuxia es un género de plantas fanerógamas de la familia Apocynaceae. Contiene quince especies. Es originario de África. Se encuentra en Kenia, Malaui, Sudáfrica, Tanzania, Zimbabue.

## Descripción
Son hierbas erectas o hierbas trepadoras, perennes que alcanzan los 100-300 cm de alto, poco ramificadas, ortótropo; el látex incoloro; los órganos subterráneos lo constituyen partes ligeramente leñosas, las raíces fibrosas o ligeramente fusiformes. Las hojas son de propagación horizontal, herbáceas de 1.5-10 cm de largo y 1.8 cm de ancho, ovadas o elípticas, basalmente cordadas, el ápice agudo o acuminado, adaxialmente glabras , glabrescentes o escasamente puberulous, con 2-4 coléteres en la base de las hojas, las estípulas como línea interpetiolar (y mechones de pelos largos).
Las inflorescencias son extra-axilares, solitarias, con 10-40-flores, laxas, pedunculadas, pedúnculos más cortos que los pedicelos, glabras, las brácteas lanceoladas. Las flores son fragantes,  no son nectaríferas.

## Taxonomía
El género fue descrito por Joseph Decaisne y publicado en Prodromus Systematis Naturalis Regni Vegetabilis 8: 640. 1844.

## Especies
| - Riocreuxia aberrans R.A.Dyer - Riocreuxia alexandrina (Huber) R.A.Dyer - Riocreuxia bolusii N.E.Br. - Riocreuxia bubalina W.Elliot - Riocreuxia burchellii K.Schum. - Riocreuxia chrysochroma (H.Huber) Radcl.-Sm. - Riocreuxia flanaganii Schltr. - Riocreuxia longiflora K.Schum. - Riocreuxia nepalensis Radcl.-Sm. - Riocreuxia picta Schltr. - Riocreuxia polyantha Schltr. - Riocreuxia profusa N.E.Br. - Riocreuxia splendida K.Schum. - Riocreuxia torulosa Decne. - Riocreuxia woodii N.E.Br. |